# Grand Rapids Hornets
I Grand Rapids Hornets furono una squadra professionistica di pallacanestro con sede a Grand Rapids, nel Michigan. Fondata nel 1950, giocò nella NPBL nella stagione 1950-51. L'impianto di gioco delle partite casalinghe era il Grand Rapids Stadium.
La squadra fallì durante la stagione e venne classificata al quarto posto nella Eastern Division.

## Stagioni
| Stagione | Lega | Denominazione        | V | P  | %    | Piazzamento | Play-off |
| -------- | ---- | -------------------- | - | -- | ---- | ----------- | -------- |
| 1950-51  | NPBL | Grand Rapids Hornets | 6 | 13 | 31,4 | 4º          | -        |